# Kobi Simmons
Kobi Simmons (Atlanta, Georgia, 4 de julio de 1997) es un baloncestista estadounidense que pertenece a la plantilla de los Zhejiang Golden Bulls de la CBA. Con 1,93 metros de estatura, juega en la posición de base.

## Trayectoria deportiva

### Primeros años
Simmons asistió al colegio St. Francis de Milton (Georgia), donde jugó cuatro años, promediando en el último de ellos 26 puntos, 4 rebotes y 4 asistencias, lo que hizo que fuera seleccionado para disputar el prestigioso partido McDonald's All-American Game, donde logró 12 puntos y 2 asistencias.

### Universidad
Jugó una temporada con los Wildcats de la Universidad de Arizona, en la que promedió 8,7 puntos, 1,6 rebotes y 2,0 asistencias por partido. En abril de 2017 anunció su intención de presentarse al draft de la NBA, renunciando así a los tres años de universidad que le quedaban.

#### Estadísticas
| Año     | Equipo  | PJ | PT | MPP  | %TC  | %3P  | %TL  | RPP | APP | ROB | TPP | PPP |
| ------- | ------- | -- | -- | ---- | ---- | ---- | ---- | --- | --- | --- | --- | --- |
| 2016–17 | Arizona | 37 | 19 | 23.5 | .395 | .327 | .775 | 1.6 | 2.0 | .6  | .1  | 8.7 |

### Profesional
Tras no ser elegido en el Draft de la NBA de 2017, firmó un contrato de dos vías con los Memphis Grizzlies el 1 de julio, convirtiéndose en el primer jugador en firmar este tipo de contrato que permite jugar en el primer equipo y en el filial, los Memphis Hustle, en la historia de la liga. Jugó seis partidos en las ligas de verano, en los que promedió 4,2 puntos y 1,7 asistencias.
Debutó con los Grizzlies en competición oficial el 29 de noviembre ante San Antonio Spurs, logrando dos puntos.
En la temporada 2021-22, firma por el Stal Ostrów Wielkopolski de la Polska Liga Koszykówki. En la Champions League promedió 14,7 puntos y un 36 por ciento en triples. En el campeonato polaco, 13 puntos y 3 asistencias en los 27 encuentros que disputó, igualmente con un 36% desde el arco.
El 4 de noviembre de 2022, se une a la plantilla de los Greensboro Swarm de la G League. El 30 de marzo de 2023 firma un contrato dual con los Charlotte Hornets, renovando el 7 de abril.
El 22 de noviembre de 2023 firmó contrato con los Raptors 905 de la G League.
El 24 de marzo de 2024 firmó un contrato de diez días con los Toronto Raptors.
El 3 de septiembre de 2024 firma con el Maccabi Tel Aviv de la Israeli Basketball Premier League, pero fue cortado el 30 de septiembre. Poco después firma por los Zhejiang Golden Bulls de la CBA china.

## Estadísticas de su carrera en la NBA

### Temporada regular
| Año     | Equipo    | PJ | PT | MPP  | %TC  | %3P  | %TL   | RPP | APP | ROB | TPP | PPP |
| ------- | --------- | -- | -- | ---- | ---- | ---- | ----- | --- | --- | --- | --- | --- |
| 2017-18 | Memphis   | 32 | 12 | 20.1 | .423 | .282 | 1.000 | 1.6 | 2.1 | .6  | .2  | 6.1 |
| 2018-19 | Cleveland | 1  | 0  | 1.8  | —    | —    | —     | .0  | .0  | .0  | .0  | .0  |
| 2022-23 | Charlotte | 5  | 0  | 5.6  | .167 | .200 | 1.000 | .8  | 1.0 | .0  | .4  | 1.0 |
| 2023-24 | Toronto   | 4  | 0  | 16.8 | .429 | .250 | —     | 1.8 | 3.0 | 1.5 | .5  | 5.0 |
| Total   | Total     | 42 | 12 | 17.6 | .417 | .269 | 1.000 | 1.5 | 2.0 | .6  | .2  | 5.3 |